# Felsenberg (Halver)
Felsenberg ist ein Wohnplatz der nordrhein-westfälischen Stadt Halver im Märkischen Kreis.

## Lage und Geografie
Felsenberg liegt im westlichen Halver nahe der Stadtgrenze zu Radevormwald an der Bundesstraße 229. Der Wohnplatz ist heute nicht eigenständig wahrnehmbar, sondern ist Teil der größeren Siedlungs- und Ortsbereichs Schwenke. Weitere Nachbarorte sind Mark, Dienstühlen, In den Kuhlen, In den Eicken, Bärendahl, Handweiser und Walde. 

## Geschichte
Vorgeschichtliche Streufunde bei Felsenberg lassen auf eine steinzeitliche Siedlungsstelle beim Ort schließen.
Der Ort entstand erst gegen Ende des 19. Jahrhunderts. Bis in die zweite Hälfte des 20. Jahrhunderts freistehend, wurde Felsenberg wie das benachbarte Mark in die sich ausbreitende Wohnbebauung Schwenkes integriert. Eine Straße Felsenberg im Ortsbereich weist auf den Wohnplatz hin.
Bei Felsenberg verlief auf der Trasse der heutigen Bundesstraße 229 und der Kreisstraße 3 eine vermutlich frühgeschichtliche Altstraße von Schwelm über Radevormwald nach Wegerhof, die als Eisen- und Kohlenstraße genutzt wurde. Diese wurde von einer weiteren wichtigen Altstraße von Wipperfürth nach Breckerfeld gekreuzt. 
Am 30. Juni 1910 erhielt das benachbarte Schwenke mit der Eröffnung der Wuppertalbahn Anschluss an das Eisenbahnnetz. Felsenberg lag nahe der von Wuppertal-Oberbarmen bzw. Remscheid-Lennep über Krebsöge und Radevormwald, Schwenke und Halver nach Oberbrügge verlaufenden Nebenbahn. Die nie von wirtschaftlicher Bedeutung gewesene Eisenbahnlinie wurde bereits zum 30. Mai 1964 im Personenverkehr stillgelegt. Einige Jahre später erfolgte auch die Einstellung des Güterverkehrs und schließlich der Abbau der Strecke.